# Colectivo Caminando Fronteras
Caminando Fronteras es una organización de defensa de los derechos de las personas migrantes en la Frontera Occidental Euroafricana. Fundada en el año 2002, trabaja desde una perspectiva transnacional, transcultural, antirracista y feminista en la denuncia de las fronteras como espacios de impunidad así como en el restablecimiento de los derechos de las personas en movimiento.
Una de sus integrantes más destacadas es la defensora de Derechos Humanos Helena Maleno.

## Labor

### Defensa del 'Derecho a la Vida'
La organización dispone de un teléfono de alertas para personas migrantes cuya vida corre peligro en el mar, en funcionamiento las 24 horas los 365 días del año. Tras recibir las llamadas, de las propias personas en riesgo o, en muchos casos, de familiares o amigos de estas; desde Caminando Fronteras trasladan la alarma a los servicios de rescate de los países cercanos, contrastando informaciones, ejerciendo presión mediática y velando por la protección del derecho a la vida en el mar. Una herramienta que ha logrado salvar la vida de "más de 100.000 personas en catorce años", tal y como recoge en su web.

### Identificación de víctimas y señalamiento de victimarios
El Colectivo impulsa acciones para identificar a las víctimas de las fronteras: visitas de las morgues, recopilación de informaciones y cruce de datos, pruebas de ADN, campañas de búsqueda de personas desaparecidas e investigaciones en terreno son algunas de las partes de un proceso de identificación y reparación abandonado por los Estados cuando se trata de personas migrantes. Es por ello que Caminando Fronteras cubre esta labor como organización de la sociedad civil, haciendo a su vez labor de incidencia política en el señalamiento de victimarios: empresas de armamento y control migratorio, Estados y redes criminales responsables de las muertes y desapariciones de las fronteras.

### Acompañamiento a familias de víctimas de las fronteras
Para las familias de personas muertas y/o desaparecias en la Frontera Occidental Euroafricana no existe ninguna vía institucional habilitada mediante la que puedan poner solución a su pérdida: los Estados niegan a los familiares de personas migrantes el derecho a la Verdad, la Justicia, la Reparación y la No Repetición. Para restituir estos derechos, la organización realiza acompañamientos integrales a las familias de víctimas de las fronteras, tanto en casos individuales como colectivos, en un proceso denominado "transformar el dolor en Justicia". La reconstrucción de los hechos de las muertes, la apertura de procesos judiciales, la habilitación de herramientas para el duelo y el apoyo psicosocial resultan ejes fundamentales de este proceso. 

## Criminalización estatal y reconocimiento internacional
Caminando Fronteras ha denunciado en numerosas ocasiones la violencia que, a título personal, recibe su principal portavoz Helena Maleno. Intentos de asesinato, agresiones físicas, amenazas de muerte y montajes policiales son algunas de las situaciones que Helena ha tenido que afrontar como defensora de Derechos Humanos incómoda para Estados, empresas de armamento y redes criminales.

## Premios
Junto a su portavoz, Helena Maleno, el Colectivo ha sido galardonado con los siguientes premios: 
1. Premio Derechos Humanos 2014 de la Unión Progresista de Fiscales
2. Premio Derechos Humanos 2015 del Consejo General de la Abogacía Española
3. Distinción por la Defensa de los Derechos de las Mujeres Migrantes del Instituto Andaluz de la Mujer (2016)
4. Distinción por la Defensa de los Derechos de las Mujeres Víctimas de Trata de la Fundación Amaranta (2017).
5. Mención especial en los Premios Dignidad 2017 del Ayuntamiento de Granada.
6. Premio Mundo Negro a la Fraternidad 2017.
7. Premio Puñetas Periféricas 2018 de la Asociación de Comunicadores e Informadores Jurídicos.
8. Premio Gernika por la Paz y la Reconciliación 2018 en el 81.er aniversario del bombardeo de Guernica.
9. Premio Valors 2018 del Consejo de la Abogacía Catalana.
10. Premio Etnosur 2018 del Festival de Encuentros Étnicos del Sur.
11. Premio Séan McBride 2018 de la Oficina International por la Paz.
12. Reconocimiento Ànima 2018 del Centro de Iniciativas Solidarias Ángel Olarán.
13. Premio Nacional de Periodismo 2018 de la Asociación Pro Derechos Humanos de España.
14. Premio Emilio Castelar 2019 de la Asociación de Progresistas de España.
15. Premio Encuentro de Solidaridad con los Pueblos de África y Latinoamérica (ESPAL) 2019.
16. Premio Padre Arrupe 2019 de la Universidad Pontificia de Comillas.
17. Premio Pimentel Fonseca 2019 del Festival Internacional de Periodismo Civil de Italia.
18. Nominación al Premio Aurora Prize for Awakening Humanity 2019.
19. Premio García Caparrós 2020 de la Fundación Memoria y Cultura.
20. Premio Mujer 2021 del Ayuntamiento de San Quirico de Tarrasa.
21. Premio honorífico 2021 de la Universidad Progresista de Verano de Cataluña.
22. Premio Woman of Courage Award 2021 del United Nations Anima (UNANIMA).
23. Premio Extremadura Global 2021 del Gobierno de la Junta de Extremadura.
24. Reconocimiento Internacional Derechos Humanos ACAMPA 2022.
25. Premio Humanizar 2022 del Centro Español de Humanización de la Salud.

## Publicaciones
- Informe de análisis de hechos y recopilación de testimonios de la Tragedia de Tarajal (2014)

- Informe 'Tras la Frontera' (2016)
- Informe 'Vida en la Necrofrontera' (2019)